# Тисемсильт (вилайет)
Тисемси́льт (араб. ولاية تسمسيلت‎) — вилайет в северной части Алжира.
Административный центр вилайета — город Тисемсильт.

## Географическое положение
Вилайет Тисемсильт расположен к юго-западу от столицы Алжира в горах Атлас.
Тисемсильт граничит с вилайетами Эш-Шелифф и Айн-Дефла на севере, Медеа на востоке, Тиарет на юге, Гализан на западе.
В округе Тениет-эль-Хад расположен национальный парк «Тениет-Эль-Хад».

## Административное деление
Вилайет разделен на 8 округов и 22 коммун.

### Округа
1. Аммари (Ammari)
2. Бордж-Бу-Наама (Bordj Bou Naâma)
3. Бордж-Эмир-Абделькадер (Bordj Emir Abdelkader)
4. Хемисти (Khémisti)
5. Ларджем (Lardjem)
6. Лажария (Lazharia)
7. Тениет-эль-Хад (Théniet El Had)
8. Тисемсильт (Tissemsilt)